# Verrucomicrobium
Genre
Verrucomicrobium est un genre de bactéries à Gram négatif de la famille des Verrucomicrobiaceae dont il est le genre type. Son nom, formé sur le latin verruca (verrue) et le néolatin microbium (microbe), fait référence aux excroissances semblables à des verrues dont sont munies ces bactéries.
En 2022 selon la LPSN (3 décembre 2022) c'est un genre monospécifique, l'unique espèce connue Verrucomicrobium spinosum Schlesner 1988 étant également l'espèce type du genre.